# Andrzej Kosendiak
Andrzej Kosendiak (ur. 5 października 1955 we Wrocławiu) – dyrektor Narodowego Forum Muzyki, a także festiwali działających w ramach NFM (Wratislavia Cantans, Leo Festiwal, Jazztopad, Musica Polonica Nova, Musica Electronica Nova, Forum Musicum, Akademia Muzyki Dawnej), artysta, dyrygent, animator życia kulturalnego w Polsce, organizator i pomysłodawca przedsięwzięć z dziedziny muzyki poważnej. Wykładowca Wydziału Wokalnego Akademii Muzycznej we Wrocławiu, profesor sztuk muzycznych w zakresie dyrygentury.
Był przewodniczącym zarządu Zrzeszenia Filharmonii Polskich. Jest członkiem Rady Programowej ds. muzyki Narodowego Instytutu Muzyki i Tańca, a od 2021 także Rady Uczelni Uniwersytetu Ekonomicznego we Wrocławiu i jury konkursu architektonicznego na nową salę koncertową w Belgradzie.

## Życiorys
Ukończył studia na Wydziale Kompozycji, Dyrygentury i Teorii Muzyki we wrocławskiej Akademii Muzycznej (1983). Początkowo (od 1982 do 1996) pracował jako nauczyciel w legnickim Zespole Szkół Muzycznych, we wrocławskim Państwowym Liceum Muzycznym i Państwowej Szkole Muzycznej II stopnia we Wrocławiu. Jednocześnie, od 1990 do 2000, był starszym wizytatorem warszawskiego Centrum Edukacji Artystycznej, sprawując nadzór nad dolnośląskimi szkołami artystycznymi. Od 1985 kierował zespołem muzyki dawnej Collegio di Musica Sacra. Przeprowadził i ukończył (w 1999) przewód kwalifikacyjny I stopnia z zakresu sztuki muzycznej. W latach 2000–2001 był dyrektorem Departamentu Programowania i Nadzoru Edukacji Artystycznej w Ministerstwie Kultury i Dziedzictwa Narodowego, natomiast od 2002 do 2008, jako adiunkt we wrocławskiej Akademii Muzycznej, był kierownikiem Międzywydziałowej Pracowni Muzyki Dawnej. Do 2021 pełnił funkcję przewodniczącego zarządu Zrzeszenia Filharmonii Polskich. W 2014 uzyskał stopień doktora habilitowanego w zakresie dyrygentury.
Od początku koordynował budowę Narodowego Forum Muzyki – nowej wrocławskiej sali koncertowej o najnowocześniejszych założeniach architektonicznych i akustycznych. W 2005 został dyrektorem Filharmonii Wrocławskiej i Międzynarodowego Festiwalu Wratislavia Cantans. W 2006 z inicjatywy Andrzeja Kosendiaka w Filharmonii Wrocławskiej powstały nowe zespoły: Chór NFM i Wrocławska Orkiestra Barokowa, zrzeszająca muzyków grających na instrumentach historycznych. W 2009 założył Chór Chłopięcy, a w 2012 Wrocław Baroque Ensemble. Do zespołów Narodowego Forum Muzyki należy także m.in. NFM Orkiestra Leopoldinum i Lutosławski Quartet.
Kosendiak zainicjował i z powodzeniem kontynuuje projekt Śpiewający Wrocław (2001), w ramach którego we wrocławskich szkołach powstało wiele chórów. W 2006 program został rozszerzony na cały kraj (Śpiewająca Polska). Kolejnym jego programem mającym na celu rozśpiewanie młodzieży był program Singing Europe, którego pierwsza edycja odbyła się w 2014 we Wrocławiu. Inny projekt Kosendiaka „Pośpiewaj mi mamo, pośpiewaj mi tato” propaguje śpiewanie dzieciom kołysanek. Od 2016 prowadzi projekt Musica Polonica Rediviva popularyzujący wykonawstwo polskiej muzyki dawnej wśród studentów europejskich uczelni muzycznych.
Andrzej Kosendiak jest pomysłodawcą i kierownikiem artystycznym projektu nagrania dzieł wszystkich Witolda Lutosławskiego, a ponadto programuje i koordynuje serię wydawnictw płytowych pod nazwą „1000 lat muzyki we Wrocławiu”. Jest pomysłodawcą i dyrygentem serii nagrań ze staropolską muzyką z XVII i XVIII wieku, realizowanej wspólnie z Wrocław Baroque Ensemble. Płyty z tej serii były pięciokrotnie nominowane do Fryderyków, w 2019 krążek z dziełami Marcina Mielczewskiego zdobył nagrodę Fryderyk. W tym samym roku dyrygent otrzymał ją również za album „Widma” Stanisława Moniuszki, a w 2021 za wydawnictwo z kompozycjami Mikołaja Zieleńskiego. Za dorobek fonograficzny otrzymał także dwukrotnie Wrocławską Nagrodę Muzyczną (za płyty „Musica da Chiesa” i „Grzegorz Gerwazy Gorczycki”).

## Odznaczenia
- Krzyż Oficerski Orderu Odrodzenia Polski (2023)[8]
- Złota Odznaka Honorową Wrocławia (2020)[9]

- Krzyż Oficerski Odznaki Honorowej za Naukę i Sztukę (Austria, 2018)[10]
- Złoty Medal "Zasłużony Kulturze Gloria Artis" (2024)[11]